# Distretto di Ouled Brahim
Il distretto di Ouled Brahim è un distretto della provincia di Saida, in Algeria.

## Comuni
Il distretto di Ouled Brahim comprende 3 comuni:
- Ouled Brahim
- Tircine
- Aïn Soltane